# Deep Cuts, Volume 3 (1984-1995)
Deep Cuts, Volume 3 (1984-1995) is een compilatiealbum van de Britse rockband Queen, uitgebracht in 2011. Net als de voorgangers Deep Cuts, Volume 1 (1973-1976) en Deep Cuts, Volume 2 (1977-1982) bevat dit album nummers die niet zo bekend zijn als Queens grote hits. Het album wordt op 5 september 2011 uitgebracht als onderdeel van het 40-jarig bestaan van Queen. Het album wordt op dezelfde dag uitgebracht als wat de 65e verjaardag van zanger Freddie Mercury zou zijn, waarop ook de remasters van de laatste vijf albums van Queen verschijnen (The Works, A Kind of Magic, The Miracle, Innuendo en Made in Heaven). 

## Tracklist
1. "Made in Heaven"
2. "Machines (Or 'Back to Humans')"
3. "Don't Try So Hard"
4. "Tear It Up"
5. "I Was Born to Love You"
6. "A Winter's Tale"
7. "Ride the Wild Wind"
8. "Bijou"
9. "Was It All Worth It"
10. "One Year of Love"
11. "Khashoggi's Ship"
12. "Is This The World We Created...?"
13. "The Hitman"
14. "It's a Beautiful Day (Reprise)"
15. "Mother Love"